# The Blackbird
The Blackbird (Brasil: O Falcão Negro / Portugal: O Lacrau) é um filme norte-americano de 1926, do gênero drama, dirigido por Tod Browning e estrelado por Lon Charney.

## Elenco
- Lon Chaney
- Owen Moore
- Renée Adorée
- Doris Lloyd
- Andy MacLennan
- William Weston